# Desmos caudatus
Desmos caudatus är en kirimojaväxtart som beskrevs av Cecil Ernest Claude Fischer. Desmos caudatus ingår i släktet Desmos och familjen kirimojaväxter. Inga underarter finns listade i Catalogue of Life.